# Saint Barthélemy (Le Greco)
Pour les articles homonymes, voir Saint Barthélemy.
Saint Barthélemy est une peinture à l'huile sur toile de 97 × 77 cm réalisée par Le Greco et conservée à Tolède en Espagne au Musée du Greco. Ce portrait de l'apôtre Barthélemy appartenait à un cycle appelé Apostolado. Le Greco a peint plusieurs fois le cycle de douze portraits des apôtres et le portrait du Sauveur. Seuls deux groupes ont survécu à ce jour ; l'un se trouve dans la sacristie de la cathédrale Sainte-Marie de Tolède et l'autre à Tolède au Musée du Greco (Museo del Greco). Ce tableau date de 1610-1614.

## Histoire
La série de l'Apostolado du Museo del Greco est composée de treize portraits des apôtres et du Christ, à l'exception de Saint Matthieu (remplacé par Saint Paul). Six d'entre eux tournent la tête vers la droite, les six autres vers la gauche, au centre était l'image du Christ Sauveur. L'origine de toute la série et l'histoire de leur acquisition par le musée ne sont pas entièrement claires. Jusqu'à récemment, on pensait qu'ils venaient de l'hôpital de Santiago de Tolède, où ils sont arrivés en 1848, après la confiscation des biens de l'Église. De là, ils ont été transférés à l'église du monastère San Pedro Martir, puis au Musée régional fondé au monastère San Juan de los Reyes. Récemment, une documentation a été découverte, sur la base de laquelle il a été constaté que les toiles n'ont pas appartenu à l'hôpital de Santiago de Tolède, mais à la maison des pauvres Saint-Sébastien (Asilo de Pobres de San Sebastián) fondée en 1834. Les peintures ont été données à l'asile par Marcelian Manuel Rodriguez, prêtre de l'église mozarabe Saint-Luc. En 1909, les peintures sont transférées au musée fondé à l'initiative du marquis de la Vega Inclán et appartiennent depuis à sa collection permanente.

## Description
L'apôtre est vêtu d'une tunique blanche et d'un manteau de la même couleur sur l'épaule. C'est un homme encoore jeune à la barbe noire et au visage pâle et émacié. Dans la main droite, il tient un couteau, attribut rappelant qu'il a été écorché vif. Le deuxième attribut de l'apôtre martyr est d'habitude peu représenté, ce qui le rend remarquable dans ce tableau. Il s'agit de la chaîne qu'il tient dans l'autre main. Ce motif était populaire dans l'iconographie médiévale et tire ses racines de La Légende dorée de Jacques de Voragine (1260-1270). Saint Barthélemy serait allé prêcher jusqu'aux Indes, où il aurait fustigé le faux dieu démoniaque Astaroth en présence du démon nommé Berith : « Votre dieu est lié par des chaînes et il ne peut ni parler ni respirer à partir du moment où Barthélrmy est entré dans le temple. Et Barthélemy est un ami du Dieu tout-puissant. » Guidé par ces mots, le Greco a peint une chaîne entre les mains de l'apôtre et, parce qu'en son temps les missionnaires ramenaient des singes des Indes, il se sert de cet animal pour figurer le démon. Le Greco construit son personnage en utilisant une technique monochrome, donnant une illusion sculpturale, puis a modelé les traits en utilisant la lumière sur un fond rougeâtre.

## Expositions
Ce tableau a été présenté au public à Stockholm en 1959-1960 ; à Mexico en 1978 ; à Caracas en 1981 ; à Madrid et à Washington en 1982 ; à Florence à l'exposition Da El Greco a Goya, en 1986 ;  puis à Paris à l'exposition Cinq siècles d'art espagnol du musée du Petit Palais, du 10 octobre 1987 au 3 janvier 1988.